# Baibai jezici
Baibai jezici, nekadašnja papuanska jezična skupina koja je činila dio porodice kwomtari-baibai, a obuhvaćala je jezike baibai [bbf] i nai [bio] (amini, biaka). Baibai je danas naziv koji označava samo jezik koji pripada podskupini fas, skupini kwomtari, porodica arai-kwomtari.
Drugi njezin predstavnik nai (amini, biaka) danas čini jedinog predstavnika jezgrovne kwomtari podskupine, šire skupine kwomtari.

## Vanjske poveznice
- Ethnologue (14th)